# 2. asociační liga 1933/1934
V soubojích 5. ročníku 2. asociační ligy 1933/34 (2. fotbalová liga) se utkalo 10 týmů dvoukolovým systémem podzim–jaro. Vítězem a historicky druhým moravským účastníkem nejvyšší soutěže v sezoně 1934/1935 se stal SK Prostějov. Postoupilo taktéž mužstvo SK Plzeň (2. místo).

## Konečná tabulka
| Poř. | Tým                  | Z  | V  | R | P  | VG | OG | B  |
| ---- | -------------------- | -- | -- | - | -- | -- | -- | -- |
| 1.   | SK Prostějov         | 18 | 14 | 2 | 2  | 91 | 18 | 30 |
| 2.   | SK Plzeň             | 18 | 14 | 1 | 3  | 62 | 23 | 29 |
| 3.   | Nuselský SK          | 18 | 10 | 3 | 5  | 46 | 32 | 23 |
| 4.   | SK Olympia Plzeň     | 18 | 11 | 1 | 6  | 54 | 41 | 23 |
| 5.   | SK Rakovník          | 18 | 8  | 2 | 8  | 36 | 34 | 18 |
| 6.   | ČAFC Vinohrady       | 18 | 8  | 2 | 8  | 45 | 41 | 18 |
| 7.   | SK Libeň             | 18 | 8  | 0 | 10 | 50 | 45 | 16 |
| 8.   | SK Meteor Praha VIII | 18 | 5  | 1 | 12 | 29 | 75 | 11 |
| 9.   | SK Čechie Praha VIII | 18 | 2  | 3 | 13 | 34 | 64 | 7  |
| 10.  | SK Slavoj Žižkov     | 18 | 2  | 1 | 15 | 33 | 87 | 5  |

Poznámky:
- Z = Odehrané zápasy; V = Vítězství; R = Remízy; P = Prohry; VG = Vstřelené góly; OG = Obdržené góly; B = Body

|  | Postup do Státní ligy 1934/1935             |
|  | Přechod do Středočeské divize 1934/1935     |
|  | Přechod do Divize českého venkova 1934/1935 |
|  | Sestup do příslušné I. A třídy 1934/1935    |